# Josef Wallin
Josef Otto Wallin, född 9 april 1786 i Daretorps socken, Skaraborgs län, död 11 november 1863 i Skara stadsförsamling, Skaraborgs län, var en svensk präst och historisk skriftställare.

## Biografi
Josef Wallin föddes 1786 i Velinge. Han var son till komministern Jonas Wallin i Horns församling och Magdalena Berg. Wallin blev faderlös 1790 och kom att uppfostras av biskopen Thure Weidman i Skara stift. Han blev 28 oktober 1803 student vid Uppsala universitet och medlem i Västergötlands nation. Vid universitet avlade han filosofie magister 15 juni 1809 och blev docent i latinska litteraturen 27 juli 1812. Han blev extra ordinarie adjunkt i filosofi 13 september 1817.
Wallin fick 5 juni 1821 lektorstjänst i latin vid Stockholms gymnasium och insattes i den så kallade stora uppfostringskommittén av 1825 (till vars sekreterare han senare utsågs).
Wallin prästvigdes 21 juli 1827 och blev 14 juni 1831 teologie doktor i Uppsala. Han blev 17 november 1832 kyrkoherde i Sankta Klara församling, Stockholm, tillträdde 1 maj 1834 och blev 20 maj 1834 assessor i Stockholms stads konsistorium. Utnämndes 1836 till ledamot av Nordstjärneorden. Den 4 september 1838 blev han ledamot i direktionen över Stockholms stads undervisningsverk och utnämndes 1847 riddare av Carl XIII:s orden. Wallin blev 22 september 1855 kyrkoherde i Ausås pastorat i Lunds stift, tillträdde 1 maj 1856 och 10 juli 1858 domprost i Skara stadsförsamling, tillträdde 1 november 1858. Han blev jubelmagister i Uppsala 1860. Wallin blev 1863 i Skara.
Wallin belönades av Svenska akademien med andra priset för Äreminne öfver riksrådet grefve Johan Banér (1813) och erövrade dess stora pris med Försök till det första korstågets historia (1815, tryckt i akademiens handlingar, del 7, 1820).

### Riksdagsman
Han var ledamot av prästeståndet vid riksdagen 1840–1841, riksdagen 1844–1845, riksdagen 1847–1848, riksdagen 1850–1851 och riksdagen 1853–1854. Wallin var ledamot av lagutskottet 1840–1841 och 1850–1851, av ekonomiutskottet 1844–1845 och konstitutionsutskottet 1853–1854.

### Familj
Wallin gifte sig 8 juli 1825 på Ranåker i Skånings-Åsaka församling med Clementine Noring (1796–1872), dotter till legationssekreterare Jonas Noring och Sofia Lamberg. De fick tillsammans barnen en dotter (1826–1826) och häradshövdingen Thure Josef Wallin (1830–1890) i Lindes domsaga.